# Aquilino Pastor Cambrer
Aquilino Pastor Cambrer (ur. 4 stycznia 1911 w Zarza de Granadilla, zm. 29 sierpnia 1936 w Ubedzie) – hiszpański duchowny katolicki, męczennik, ofiara wojny domowej w Hiszpanii w latach 1936-39, błogosławiony Kościoła katolickiego.

## Życiorys
Urodził się w 1911 roku w Zarza de Granadilla jako najmłodszy z piątki dzieci. W 1923 roku wstąpił do seminarium duchownego diecezji  Coria-Cáceres. W 1934 roku został członkiem Bractwa Księży Robotników (hiszp.: Hermandad de Sacerdotes Operarios). 25 sierpnia 1935 roku w Placencji przyjął święcenia kapłańskie. Potem posługiwał w seminarium duchownym w Baezie, będąc tam prefektem alumnów i profesorem. Po wybuchu wojny domowej w Hiszpanii 20 lipca 1936 został aresztowany przez republikańską milicję razem z Manuelem Galcerą Videlle. Został zastrzelony 29 sierpnia 1936 roku. 29 września 2020 papież Franciszek podpisał dekret o jego męczeństwie co otworzyło drogę do beatyfikacji jego i innych trzech duchownych z Bractwa Księży Robotników (m.in. Manuela Galcerá Videlle), która odbyła się 30 października 2021 roku w Tortosie.